# Études-Tableaux, Op. 33
Études-Tableaux, Op. 33 (in russo Этюды-картины?) è una raccolta di studi per pianoforte composti da Sergej Vasil'evič Rachmaninov nel 1911.

## Storia della composizione
Rachmaninov compose nove Études-Tableaux nella sua tenuta di Ivanovka nel governatorato di Tambov, tra agosto e settembre del 1911. Sei di loro, gli originali n. 1-2 e 6-9, furono poi pubblicati dall'autore. Uno degli studi non pubblicati, il n. 4 in la minore, fu in seguito revisionato (l'originale è andato perduto), ed entrò a far parte dell'omonima raccolta Op. 39 come n. 6; gli altri due furono pubblicati postumi ed entrarono a far parte dell'op. 33.

## Struttura della composizione
Gli Études-Tableaux erano stati concepiti come dei "quadri", evocazioni musicali di stimoli visivi esterni; tuttavia Rachmaninov non volle svelare che cosa effettivamente avesse ispirato ognuno di essi, affermando: "Non credo nell'artista che svela troppo le sue immagini. Che sia l'ascoltatore a raffigurarseli secondo ciò che più gli appare." La raccolta è formata da otto studi:
- n. 1 in fa minore - Allegro non troppo

Questo studio ha un carattere marziale, e richiama lo studio op. 25, n. 4 di Fryderyk Chopin, compositore molto amato da Rachmaninov.
- n. 2 in do maggiore - Allegro

Questo studio è caratterizzato da un marcato lirismo e da una melodia molto espressiva. Esso ha delle somiglianze con il preludio op. 32, n. 12, che Rachmaninov aveva composto un anno prima.
- n. 3 in do minore - Grave

Fu pubblicato postumo e venne riutilizzato da Rachmaninov nel Largo del suo quarto concerto per pianoforte. Si compone di due parti: la prima presenta un tema lirico e drammatico in do minore ed è costellata di accordi segnati "pp" che creano un'atmosfera drammatica e funebre; la seconda parte, in do maggiore, ha un tempo Più tranquillo e Meno mosso ed è caratterizzata da una melodia molto malinconica, quasi come un ricordo lontano della sofferenza del primo tema.
- n. 4 in re minore - Moderato

Anche questo studio fu pubblicato postumo, in origine era il n. 5. Esso è simile al preludio op. 23 n. 3, composto da Rachmaninov nel 1903, sia per la tonalità che per il carattere.
- n. 5 in mi bemolle minore - Non allegro - Presto

In origine il n. 6, nella prima edizione era il n. 3. Questo studio è uno dei più difficili della raccolta, con la mano destra che corre costantemente lungo la tastiera con salti di ottave e scale cromatiche. Presenta alcune affinità con il preludio op. 28, n. 16 e lo studio op. 25, n. 6 di Chopin. In Russia è conosciuto come La tormenta di neve.
- n. 6 in mi bemolle maggiore - Allegro con fuoco

In origine il n. 4, nella prima edizione era il n. 7. Ha un carattere militaresco e si conclude con una coda molto virtuosistica.
- n. 7 in sol minore - Moderato

In origine il n. 8, nella prima edizione era il n. 5. Questo pezzo ricorda il finale della Ballata n. 1  di Chopin.
- n. 8 in do diesis minore - Grave

In origine il n. 9, nella prima edizione era il n. 6.